# Roland Giguère
Roland Giguère (* 4. Mai 1929 in Montreal; † 17. August 2003 ebenda) war ein kanadischer Künstler und Dichter französischer Sprache.

## Leben und Werk
Roland Giguère gründete im Alter von 20 Jahren den Verlag Erta zur Veröffentlichung von Büchern, die aus der Zusammenarbeit eines Künstlers und eines Dichters erwachsen. Er erhielt den Preis des Gouverneurs 1973 in der Sparte Poésie ou théâtre de langue française (für den Gedichtband La Main au feu), lehnte ihn aber aus politischen Gründen ab. Er war mit Gaston Miron befreundet.

## Werke (Auswahl)
- L’Age de la parole. Poèmes 1949–1960. Editions de l’Hexagone, Montreal 1965. 1991 (mit Vorwort von Jean Royer, 1938–2019).
- La main au feu. 1949–1968. Editions de l’Hexagone, Ottawa 1973. 1987 (mit Vorwort von Gilles Marcotte, 1925–2015).
- Forêt vierge folle. L’Hexagone, Montreal 1978. 1988 (mit Vorwort von M. C. Duciaume)
- Temps et lieux. Poésie. L’Hexagone, Montreal 1988.
- Illuminures. L’Hexagone, Montreal 1997.
- Coeur par cœur. L’Hexagone, Montreal 2004.